# Gabriel Zuchtriegel
Gabriel Johannes Zuchtriegel (Weingarten, 24 giugno 1981) è un archeologo e dirigente pubblico tedesco naturalizzato italiano.

## Biografia
Dal 2001 al 2006 ha studiato archeologia classica, preistoria e filologia greca presso l'Università Humboldt di Berlino. 
Nel 2010 ha conseguito il dottorato all'Università di Bonn con una tesi sul sito archeologico di Gabii, dove aveva condotto campagne di scavo in virtù di una borsa di studio assegnatagli dall'Istituto archeologico germanico. Zuchtriegel, che ha scavato anche a Selinunte e a Eraclea, è stato per un anno accademico (2014-15) docente a contratto per la cattedra di archeologia greca e romana all'Università della Basilicata. 
Nel 2015 è stato nominato direttore responsabile del parco archeologico e del Museo archeologico nazionale di Paestum. Si è occupato della colonizzazione ellenica e dell'impatto che essa ha avuto sulla storia della Grecia antica più in generale, sostenendo tra l'altro che "alcuni concetti e argomenti di Platone e Aristotele diventano più chiari e coerenti se pensiamo alla società in cui questi pensatori vivevano come a una società colonizzatrice, che prevedeva l'espansione, l'emigrazione e lo sfruttamento di gruppi diversi dai coloni-cittadini come una possibilità molto concreta e reale."
Nel 2017 Zuchtriegel si è esibito al pianoforte con brani di Bach e Chopin, nell'ambito di una ricerca su Giambattista Piranesi e il rapporto tra architettura e musica, pubblicata poi sotto forma di racconto.
Il 15 luglio del 2020 ha ottenuto anche la cittadinanza italiana.
Il 20 febbraio 2021 è stato nominato Direttore degli scavi archeologici di Pompei, succedendo a Massimo Osanna che era in carica dal 2014.
Nel 2024 è stato ospite ricorrente in Meraviglie e Noos, programmi documentaristici di Rai 1 condotti da Alberto Angela.

## Vita privata
Vive a Napoli con la moglie e i due figli (una femmina, Carlotta, e un maschio, Giovanni).

## Pubblicazioni
- Piranesi a Paestum. Il suono dell'architettura, artem, 2017, ISBN 978-88-569-0596-0.
- I centauri di Pompei. Guida per bambini, Collana Archeologia, artem, 2022, ISBN 978-88-569-0868-8.
- Paestum. I luoghi dell'archeologia, Collana Quality paperbacks, Roma, Carocci, 2022, ISBN 978-88-290-1227-5.
- Pompei. La città incantata, Collana Varia, Milano, Feltrinelli, 2023, ISBN 978-88-074-9352-2.